# Harvey Johnson
Pour les articles homonymes, voir Johnson.
Harvey Paul Johnson, né le 22 juin 1919 à Bridgeton dans le New Jersey et mort le 8 août 1983, est un joueur et entraîneur de football américain. Il a été à deux reprises l'entraîneur principal des Bills de Buffalo, d'abord dans l'American Football League puis dans la National Football League. 
Recruté en 1960 comme un entraîneur défensif pour les débuts des Bills, il devient directeur du personnel de l'équipe en 1962, un poste qu'il occupe jusqu'en 1968. Il remplace alors Joe Collier, l'entraîneur principal de l'équipe qui vient d'être limogé. Après la saison 1968, Johnson est viré et cède son poste à John Rauch pour deux saisons avant de revenir en poste en saison 1971. Après une saison catastrophique dans laquelle l'équipe ne remporte qu'une de ses 14 rencontres, Harvey Johnson est remplacé par Lou Saban. Recruteur tout au long de sa carrière, il aide au poste d'entraîneur principal sans vouloir en faire carrière.